# Lin Shidong
Lin Shidong (en chino: 林诗栋; Dazhou, 18 de abril de 2005) es un deportista chino que compite en tenis de mesa. Ganó una medalla de bronce en el Campeonato Mundial de Tenis de Mesa de 2023, en el torneo de dobles mixto.

## Palmarés internacional
| Campeonato Mundial | Campeonato Mundial | Campeonato Mundial | Campeonato Mundial |
| Año                | Lugar              | Medalla            | Prueba             |
| ------------------ | ------------------ | ------------------ | ------------------ |
| 2023               | Durban (Sudáfrica) | Medalla de bronce  | Dobles mixto       |